# Jürg Lamprecht
Jürg Walter Lamprecht (* 15. Juni 1941 in Winterthur; † 8. November 2000) war ein Schweizer Biologe mit Spezialisierung auf Zoologie. Er forschte vor allem im Fachgebiet der Verhaltensbiologie und lieferte hier bedeutende Beiträge zu Buntbarschen und Gänsen.

## Leben

### Herkunft, Ausbildung und Privatleben
Er kam als Sohn von Josef Lamprecht und Elsa Lamprecht-Lampl zur Welt und wuchs in Winterthur im Kanton Zürich auf. Dort besuchte er zwischen Frühjahr 1954 und Herbst 1960 das Gymnasium der Kantonsschule Rychenberg, welches er mit dem Matur-Zeugnis (Typus B) verliess.
Nach seinem Schulabschluss immatrikulierte er sich für ein Studium der Biologie und Anthropologie mit Hauptfach Zoologie an der Universität Zürich. Er belegte Seminare und Vorlesungen bei unter anderen Hans Burla, Karl Daumer, Pei Shen Chen, Gian Töndury, Ernst Hadorn, Heini Hediger, Emil Kuhn-Schnyder und Friedrich Markgraf. Im Dezember 1965 erhielt er sein Diplom und im Frühjahr 1968 begann er – angeregt und betreut von Wolfgang Wickler – am Max-Planck-Institut für Verhaltensphysiologie in der süddeutschen Gemeinde Pöcking mit der Arbeit an seiner Dissertation über Marienbuntbarsche (Pelmatolapia mariae). Die Begutachtung und Bewertung dieser Schrift mit dem Titel Mechanismen des Paarzusammenhaltes beim Cichliden Tilapia mariae Boulenger 1899 (Cichlidae, Teleostei) übernahmen Hans Burla und Hans Kummer und 1972 wurde Lamprecht promoviert.
In Pöcking lernte er auch seine spätere Ehefrau Gudrun kennen, eine ehemalige technische Assistentin von Konrad Lorenz. Das Paar hatte mit den Töchtern Bettina und Silvia zwei gemeinsame Kinder. Im November 2000 erlag Jürg Lamprecht im Alter von 59 Jahren einem Krebsleiden.

### Berufliche Karriere
Seinen Einstieg ins Berufsleben fand Lamprecht im Herbst 1967 am Max-Planck-Institut für Verhaltensphysiologie, wo er sich in das Gebiet der Verhaltensforschung einarbeitete. Abgesehen von einem Forschungsaufenthalt zwischen 1972 und 1974 am Serengeti Research Institute in Tansania verbrachte er als wissenschaftlicher Mitarbeiter seine gesamte Karriere in Pöcking. Darüber hinaus war er an der Ludwig-Maximilians-Universität München zunächst Privatdozent und ab 1994 ausserplanmässiger Professor für Zoologie. Dort lehrte er Kurse zu Tierverhalten, Experimentdesign und Statistik.
In den Jahren 1995 und 1996 amtierte Lamprecht als Vizepräsident sowie anschliessend 1997 und 1998 als Präsident der Ethologischen Gesellschaft.

## Forschungsinteressen und Erkenntnisse
Zu Beginn seiner Karriere – unter anderem in seiner Dissertation – beschäftigte sich Lamprecht vor allem mit den Sozialstrukturen bei Buntbarschen (Cichlidae) und hier insbesondere mit den Mechanismen der Paarbildung und -bindung adulter Tiere. Er bemerkte, dass zwei Fische – ein Männchen und ein Weibchen – in seinen Versuchsaquarien mehr Zeit in der Nähe voneinander als in der Nähe anderer Fische verbrachten. Sie zeigten zudem ein gänzlich anderes Verhalten gegeneinander als gegen andere Tiere: Während sie andere Buntbarsche unermüdlich jagten und bissen, reagierten sie aufeinander mit behutsamen Schlägen der Schwanzflosse oder einem kurzen Spreizen der Kiemendeckel. Lamprecht kam zu dem Schluss, dass diese beiden Individuen ein Paar gebildet hatten. Er beschrieb die Paarbindung bei dieser Fischfamilie als eine Beiss- und Aggressionshemmung, die das Zusammenleben der Partner ermögliche. Diese Hemmung soll durch einen allmählichen Lernvorgang in Form einer Habituation erfolgen. Dazu sei aber auch das Erlernen individueller Merkmale des Partners notwendig. Die Biologiedidaktiker und Verhaltensbiologen Daniel Dreesmann, Dittmar Graf und Klaudia Witte beurteilten Lamprechts Forschung im Jahr 2011 rückblickend als „bahnbrechende Arbeit“.
In den 1990er Jahren widmete sich Lamprecht abermals verstärkt dem Sozialverhalten der Buntbarsche. Er untersuchte die Paarbildung und Paarstabilität zugrundeliegenden sozialen Mechanismen und forschte sowohl zu den Entscheidungsregeln, die kooperative Brutpflege bei Zebrabuntbarschen (Amatitlania nigrofasciata) bestimmen, als auch zur Sozioökologie des hochkomplexen Sozialsystems der Vielgestreiften Schneckenbuntbarsche (Lamprologus multifasciatus). An Zebrabuntbarschen beobachtete er, dass Fischpaare nach dem Laichen nicht mehr eng aneinander gebunden sind. Stattdessen kümmern sich Weibchen und Männchen primär um den Nachwuchs und tolerieren die Präsenz des jeweils anderen Individuums lediglich. Dies zeigte sich unter anderem, wenn beide adulten Tiere im Nachwuchsschwarm schwammen, da die Partner es dann vermieden, sich einander zuzuwenden und stattdessen eher mit den Schwanzflosse zueinander orientiert waren. In weiteren Untersuchungen zu den Faktoren, die bei dieser Art die Paarstabilität beeinflussen, konnte Lamprecht zeigen, dass sich ein Paar „zerstreitet“, sobald die Jungen entfernt werden, und dass es sich in der Regel genauso schnell wieder „versöhnt“, wenn die Jungtiere zurückkehren. Er erkannte auch, dass die Wahrscheinlichkeit, dass sich ein zerstrittenes Paar wieder versöhnt, von der Grösse des Weibchens in Relation zu der des Männchens abhängt: Im Verhältnis kleinere Weibchen können den Aggressivitäten der stärkeren Männchen zu wenig entgegensetzen, sodass die Paarbindung zerbricht. Paare, die durch schlechte Umweltbedingungen (beispielsweise zu niedrige pH-Werte oder zu hohe Konzentrationen von Stickstoffverbindungen) gestresst sind, pflegen ihre Brut deutlich schlechter und Jungtiere solcher Eltern fallen Fressfeinden häufiger zum Opfer als gleichaltrige Artgenossen, die unter normal pflegenden Elterntieren heranwachsen. Lamprecht bemerkte ausserdem, dass sich nicht fortpflanzungsaktive Männchen dazu motivieren lassen, frei schwimmende Jungfische zu pflegen und zu beschützen, indem man ihnen täglich solche Jungtiere zeigt. Die Männchen vermögen aber sehr wohl zwischen arteigenem und artfremdem Nachwuchs zu unterscheiden. Dabei erkennen Zebrabuntbarsche ihre eigene Brut auch „am Geruch“ – vor allem die Weibchen verfügen über die Fähigkeit, ihren Nachwuchs von artfremden Jungtieren chemorezeptorisch zu unterscheiden.
Während seines Aufenthaltes am Serengeti Research Institute untersuchte Lamprecht zwischen 1972 und 1974 das Sozialverhalten von Schakalen und Löffelhunden (Otocyon megalotis) und in den 1980er Jahren konzentrierte er sich in Pöcking vermehrt auf experimentelle Untersuchungen zu Reproduktionsstrategien und Sozialbindungsmechanismen bei Streifengänsen (Anser indicus).
Lamprecht engagierte sich auch intensiv in der Biologiedidaktik. So knüpfte er beispielsweise enge Kontakte zu weiterführenden Schulen und sammelte pädagogisches Material, um die Lehre von Verhaltensbiologie in der gymnasialen Oberstufe zu fördern. In den Jahren 2002 und 2003 erschienen postum zwei von ihm mitverfasste Bücher zu diesem Thema.

## Publikationen (Auswahl)
Monographien
- Jürg Lamprecht: Verhalten. Grundlagen – Erkenntnisse. Entwicklungen der Ethologie. Verlag Herder, Freiburg im Breisgau, 1972, ISBN 978-3-451-16403-3.
- Jürg Lamprecht: Biologische Forschung. Von der Planung bis zur Publikation. In der Reihe: „Pareys Studientexte“, Band 73. Paul Parey Verlag, Hamburg, 1992, ISBN 978-3-489-53734-2.
- Jürg Lamprecht; Jürgen Langlet; Eckhart Schröder: Verhaltensbiologie im Unterricht. Neue Ergebnisse · Neue Konzepte. Band 1: Verhaltensökologie. Aulis Verlag, Köln, 2002, ISBN 978-3-7614-2452-0.
- Jürg Lamprecht; Jürgen Langlet; Eckhart Schröder: Verhaltensbiologie im Unterricht. Neue Ergebnisse · Neue Konzepte. Band 2: Verhaltensontogenese und Verhaltensmechanismen. Aulis Verlag, Köln, 2003, ISBN 978-3-7614-2453-7.